# Aloe rupicola
Aloe rupicola ist eine Pflanzenart der Gattung der Aloen in der Unterfamilie der Affodillgewächse (Asphodeloideae). Das Artepitheton rupicola leitet sich von den lateinischen Worten rupes für ‚Fels‘ sowie -cola für ‚bewohnend‘ ab und verweist auf das Habitat der Art.

## Beschreibung

### Vegetative Merkmale
Aloe rupicola wächst stammbildend, ist einfach oder verzweigt von der Basis aus. Der aufrechte Stamm erreicht eine Länge von bis zu 5 Meter und ist 10 bis 12 Zentimeter dick. Die etwa 40 lanzettlichen Laubblätter bilden eine dichte Rosette. Die grüne, undeutlich linierte Blattspreite ist 40 bis 45 Zentimeter lang und 6 Zentimeter breit. Ihre obersten 10 Zentimeter vertrocknen in der Regel bald. Die stechenden, rötlich braunen Zähne am Blattrand sind 4 bis 5 Millimeter lang und stehen 10 Millimeter voneinander entfernt. Der Blattsaft trocknet hellgelb.

### Blütenstände und Blüten
Der Blütenstand weist drei bis acht Zweige auf und erreicht eine Länge von 70 bis 90 Zentimeter. Die ziemlich dichten, zylindrischen Trauben sind 15 bis 18 Zentimeter lang und 8 bis 9 Zentimeter breit. Die eiförmig-spitzen Brakteen weisen eine Länge von 9 Millimeter auf und sind 5 Millimeter breit. Die orangeroten Blüten stehen an 12 Millimeter langen Blütenstielen. Sie sind 42 Millimeter lang und an ihrer Basis sehr kurz verschmälert. Auf Höhe des Fruchtknotens weisen die Blüten einen Durchmesser von 7 Millimeter auf. Darüber sind sie leicht erweitert. Ihre äußeren Perigonblätter sind auf einer Länge von 21 Millimetern nicht miteinander verwachsen. Die Staubblätter und der Griffel ragen 2 bis 3 Millimeter aus der Blüte heraus.

### Genetik
Die Chromosomenzahl beträgt {\displaystyle 2n=14}.

## Systematik und Verbreitung
Aloe rupicola ist in Angola auf felsigen Hügeln in Höhen von 1780 Metern verbreitet. Die Art ist nur vom Typusfundort bekannt.
Die Erstbeschreibung durch Gilbert Westacott Reynolds wurde 1960 veröffentlicht.

## Nachweise